# Skupieniec lipowy
Skupieniec lipowy (Oxycarenus lavaterae) – gatunek pluskwiaka z podrzędu różnoskrzydłych i rodziny skupieńcowatych. Pierwotnie zamieszkiwał zachodnią część strefy śródziemnomorskiej, jednak od końca XX wieku szybko rozszerza zasięg o kolejne kraje w zachodniej, środkowej i południowej części Europy, stając się gatunkiem inwazyjnym; niepewne doniesienia o jego występowaniu pochodzą z krainy etiopskiej. Fitofag żerujący na różnych przedstawicielach ślazowatych. Zimę spędza w dużych skupiskach na pniach różnych drzew, głównie lip; wiosną ich liście stanowić mogą uzupełnienie jego diety.

## Nazwa
Gatunek ten został opisany po raz pierwszy w 1787 roku przez Johana Christiana Fabriciusa pod nazwą Acanthia lavaterae. Epitet gatunkowy pochodzi od naukowej nazwy ślazówki Lavatera. Polskojęzyczna nazwa zwyczajowa nadana została w 2019 roku przez Barbarę Lis, Marcina Kadeja i Janusza Mazurka.

## Morfologia
Samice osiągają od 4,4 do 5,4 mm długości i od 1,5 do 1,75 mm szerokości ciała. U samców długość ciała wynosi od 4,2 do 5 mm, a szerokość od 1,3 do 1,5 mm. Zmierzona pod koniec września masa ciała wynosi 3,8–5,8 mg u samic i 2,2–4,1 mg u samców. Głowa, czułki i przedplecze mają czarny kolor. Trapezowate w zarysie przedplecze jest od 1,3 do 1,5 raza szersze niż długie i ma pośrodku poprzeczne, płytkie wgłębienie. Barwa tarczki jest czarna. Półpokrywy sięgają wierzchołka odwłoka lub nieco go przekraczają. Przykrywki mają ubarwienie ceglastoczerwone do różowego, przy czym ich wierzchołki są czarniawe. Prosta tylna krawędź przykrywki odróżnia ten gatunek od pokrewnego O. pallens, u którego jest ona łukowato wygięta. Międzykrywki są rudobrązowe z trzema rzędami kropek. Zakrywki są przezroczyste i robią wrażenie połyskująco białych. Ich jednolita barwa odróżnia ten gatunek od O. pallens i O. modestus. Odnóża są czarne z częściowo rozjaśnionymi udami, goleniami i stopami. Odwłok ma stronę grzbietową ubarwioną ceglastoczerwono, zaś listewkę brzeżną koloru czarniawego.

## Biologia i ekologia

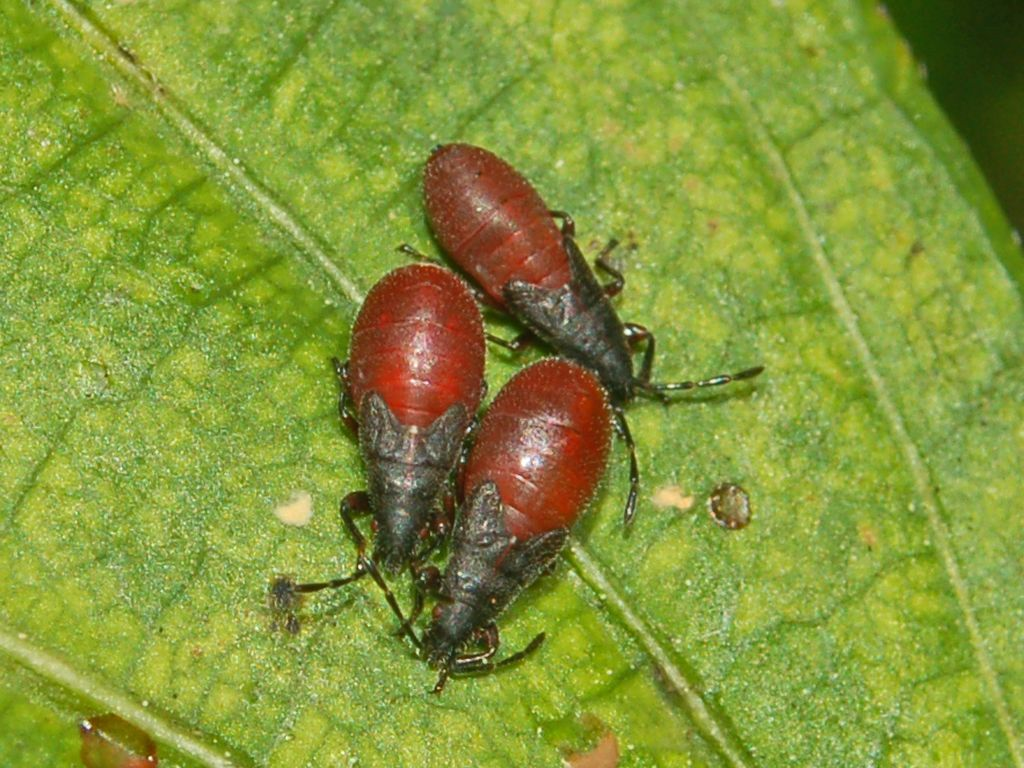
Larwy (nimfy)

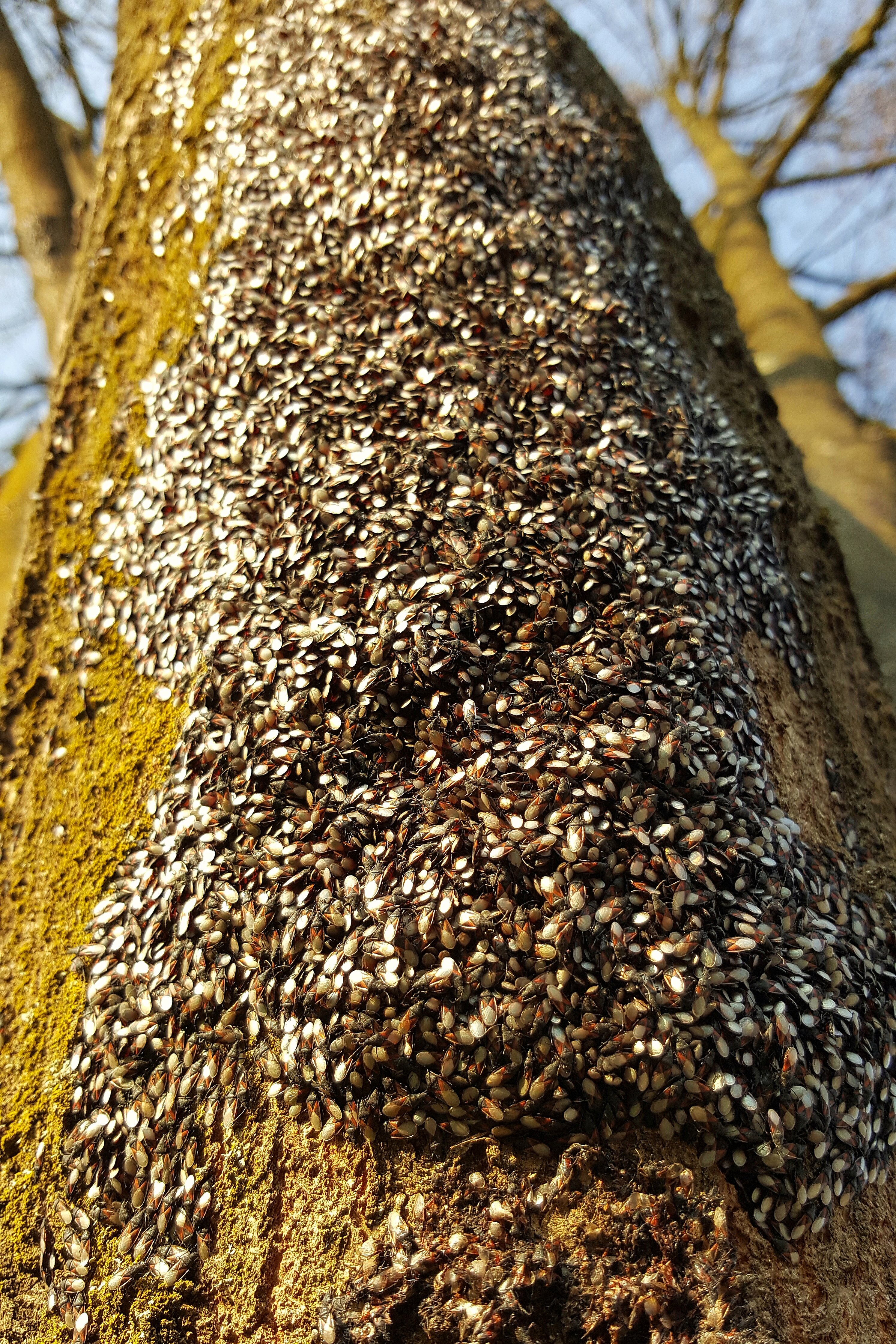
Skupisko na pniu lipy

Owad ten jest fitofagiem ssącym. Wiosną i latem żeruje na przedstawicielach ślazowatych z takich rodzajów jak ślaz, ślazówka, prawoślaz i ketmia. Szczególnie chętnie żeruje na ślazie dzikim. U żywicieli z rodziny ślazowatych wywoływać może nekrozy, gnicie owoców i kwiatów czy zniekształcenia pędów.
Zimę pluskwiaki te spędzają w hibernacji, także w tak ciepłych regionach jak Hiszpania. W tym celu gromadzą się w dużych, liczących nawet tysiące osobników skupiskach (agregacjach) na pniach różnych drzew: lip (w tym drobnolistnej, srebrzystej i szerokolistnej), topól, platanów i kasztanowców. Kryją się na nich w zagłębieniach kory. Skupieniec lipowy jest gatunkiem wrażliwym na przemarzanie. Według danych z 2010 roku w północnych Włoszech mimo łagodnego klimatu śmiertelność w czasie zimowania wynosi 55–74%. Spadek temperatury do -15 °C powodować może śmierć 99% zimujących osobników.
Nie jest jasne, czy i na ile skupieniec zagraża drzewom. W 2016 roku ze ślinianek tego pluskwiaka opisano nowy dla nauki gatunek świdrowca – Phytomonas oxycareni. Przedstawiciele rodzaju Phytomonas są pasożytami roślin, a pluskwiak ten służyć może jako ich wektor. Nie wykryto ich jednak w lipach, stąd możliwe, że pluskwiaki na nich nie żerują. Kment donosi jednak, że osobniki dorosłe tuż po przezimowaniu żerują na młodych liściach lip, wywołując ich uszkodzenia i deformacje. Niewykluczona jest też zmiana żywicieli ze ślazowatych na lipowate wraz z ekspansją na północ – podobną sytuację obserwowano u kowala bezskrzydłego. W Polsce nie stwierdzono szkód istotnych gospodarczo.
W Bułgarii opuszczenie zimowisk ma miejsce wiosną, w porze kwitnienia lip. Przelot na rośliny z rodziny ślazowatych ma miejsce pod koniec wiosny. Owad ten zwykle wydaje na świat dwa pokolenia w ciągu roku. Jedna samica składa od 22 do 589 jaj.

## Rozprzestrzenienie

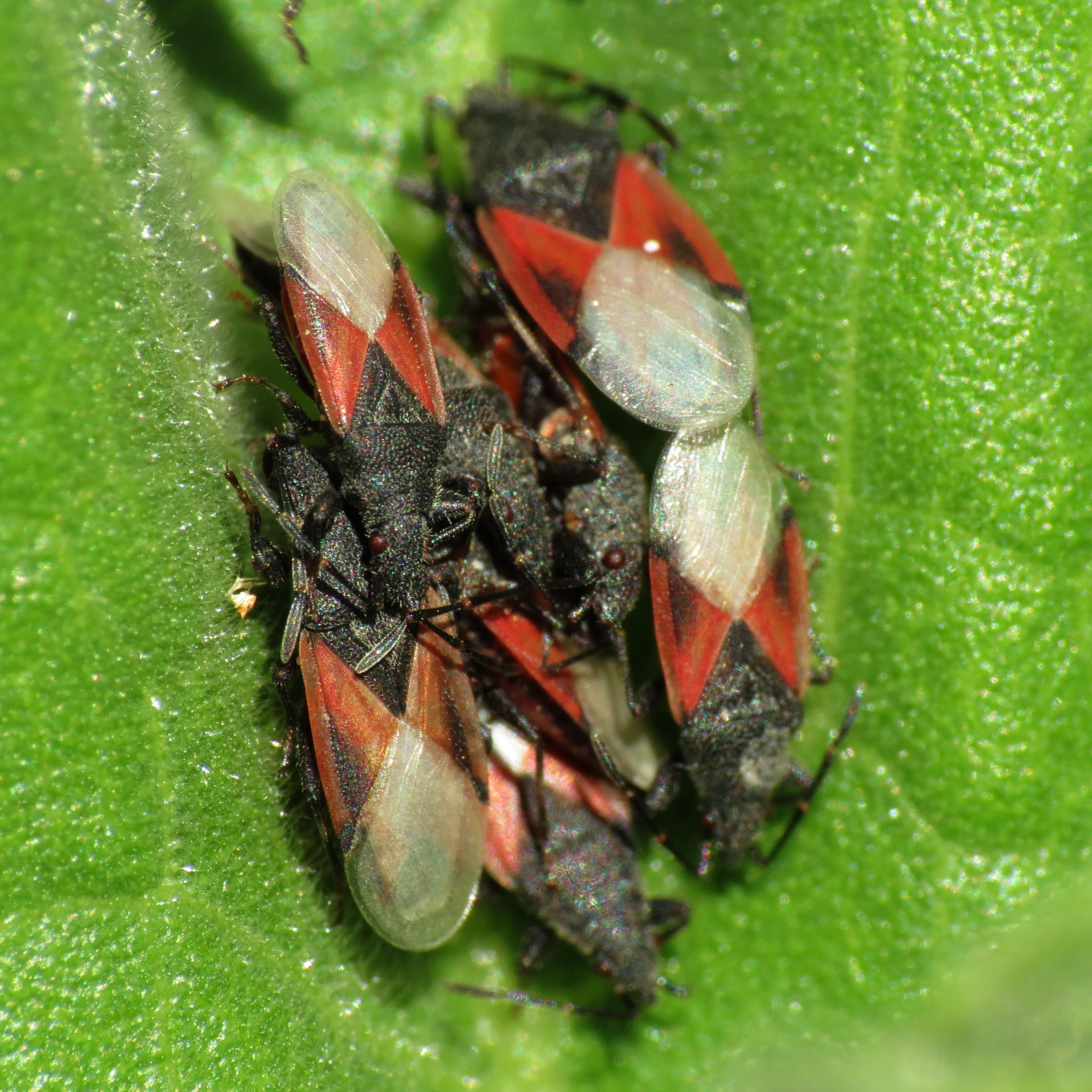
Imagines na liściu

Gatunek palearktyczny. Pierwotnie miał zasięg zachodniośródziemnomorski, obejmujący Wyspy Kanaryjskie, północno-zachodnią część kontynentalnej Afryki Północnej oraz południowo-zachodnią Europę. Naturalny zasięg w tej ostatniej obejmował Półwysep Iberyjski, Francję (na północ po Akwitanię i Haute-Vienne), Tessyn, niemal całe Włochy (na północ po Tyrol Południowy) oraz północno-zachodnią część Półwyspu Bałkańskiego. Podawany był też z tropikalnej i południowej części Afryki, jednak rekordy są wątpliwe i mogą wynikać z pomylenia z pokrewnym Oxycarenus zavattarii.
W latach 80. XX wieku skupieniec lipowy zaczął szybko rozszerzać swój zasięg w kierunku północnym i wschodnim, stając się w wielu krajach gatunkiem inwazyjnym. W 1985 po raz pierwszy znaleziono go w Czarnogórze, w 1994 na Węgrzech, w 1995 na Słowacji, w 1996 w Serbii, w 1998 w Bułgarii, w 1999 w północnej Francji, w 2001 w Austrii, w 2002 w północnej Szwajcarii, w 2003 w Finlandii, a w 2004 w Czechach. Również w 2004 po raz pierwszy odnotowano go w Niemczech, na Nizinie Górnoreńskiej, skąd szybko rozprzestrzenił się na północ doliną wzdłuż Renu; w 2019 dotarł do Berlina. Do Rumunii gatunek ten dotarł w 2009. W Polsce po raz pierwszy znaleziono go w 2014 roku w Rzeszowie. W 2018 doniesiono o jego występowaniu na Pogórzu Śląskim i Dolnym Śląsku. W publikacji z I połowy 2019 roku podano go z różnych miast Dolnego i Górnego Śląska. W II połowie 2019 stwierdzono go już w lubuskim, wielkopolskim, łódzkim i kujawsko-pomorskim. W 2017 roku po raz pierwszy zaobserwowano go w północno-zachodniej Turcji. Ponadto gatunek ten podawany jest już z Holandii i Wielkiej Brytanii.
Szybka ekspansja tego owada w ciągu ostatnich dekad ma związek z ocieplaniem się klimatu. Na nowe stanowiska często jest przypadkowo zawlekany ludzkimi środkami transportu.